# Bielany (powiat pułtuski)
Bielany – wieś w Polsce położona w województwie mazowieckim, w powiecie pułtuskim, w gminie Winnica. Ma status sołectwa
| SIMC    | Nazwa        | Rodzaj    |
| ------- | ------------ | --------- |
| 1055109 | Budy-Bielany | część wsi |

W latach 1975–1998 miejscowość należała administracyjnie do województwa ciechanowskiego.